# HFC Haarlem in het seizoen 1969/70
Het seizoen 1969/1970 was het 15e jaar in het bestaan van de Haarlemse betaaldvoetbalclub Haarlem. De club kwam uit in de Eredivisie en eindigde daarin op de 13e plaats. Tevens deed de club mee aan het toernooi om de KNVB Beker, hierin werd in de derde ronde, na strafschoppen, verloren van ADO (2–2).

## Wedstrijdstatistieken

### Eredivisie
|       | ADO   | Ajax  | AZ '67 | DOS   | DWS   | Feijenoord | Go Ahead | Holland Sport | GVAV  | MVV   | NAC   | N.E.C. | PSV   | Sparta | SVV   | Telstar | FC Twente '65 |
| ----- | ----- | ----- | ------ | ----- | ----- | ---------- | -------- | ------------- | ----- | ----- | ----- | ------ | ----- | ------ | ----- | ------- | ------------- |
| Thuis | 2 – 0 | 0 – 1 | 0 – 0  | 0 – 0 | 0 – 1 | 1 – 2      | 1 – 1    | 0 – 0         | 0 – 0 | 0 – 1 | 2 – 1 | 2 – 1  | 0 – 1 | 0 – 2  | 0 – 0 | 1 – 1   | 0 – 2         |
| Uit   | 4 – 0 | 1 – 1 | 1 – 1  | 2 – 1 | 1 – 1 | 4 – 0      | 2 – 1    | 0 – 2         | 0 – 1 | 1 – 1 | 1 – 1 | 0 – 0  | 2 – 1 | 1 – 1  | 0 – 0 | 2 – 3   | 1 – 0         |

### KNVB Beker
| 1e ronde                                               | NOAD                              | 0 – 2 (0 – 0)                         | Haarlem                                     |
| 19 oktober 1969 Plaats: Tilburg Gemeentelijk Sportpark |                                   |                                       | 65' Dries Boszhard 76' Beer Wentink         |
| 2e ronde                                               | Sparta                            | 1 – 2 (0 – 1)                         | Haarlem                                     |
| 1 maart 1970 Plaats: Rotterdam Het Kasteel             | Hans Eijkenbroek 70' (pen.)       |                                       | 19', 46' Piet Hoeben                        |
| 3e ronde                                               | ADO                               | 2 – 2 (0 – 1, 2 – 2) Na strafschoppen | Haarlem                                     |
| 12 april 1970 Plaats: Den Haag Zuiderparkstadion       | Lex Schoenmaker 65' Harry Vos 88' |                                       | 12' Beer Wentink 75' (pen.) Wietze Couperus |

## Statistieken Haarlem 1969/1970

### Eindstand Haarlem in de Nederlandse Eredivisie 1969 / 1970
| Stand | Gespeeld | Gewonnen | Gelijk | Verloren | Punten | Doelpunten voor | Doelpunten tegen |
| ----- | -------- | -------- | ------ | -------- | ------ | --------------- | ---------------- |
| 13e   | 34       | 6        | 15     | 13       | 27     | 23              | 36               |

### Topscorers
| #                 | Naam              | Goal |
| ----------------- | ----------------- | ---- |
| 1.                | Wietze Couperus   | 9    |
| 2.                | Wim de Jong       | 3    |
| 3.                | Dries Boszhard    | 2    |
| 4.                | Sjef van Duffelen | 1    |
| 4.                | Jan Fransz        | 1    |
| 4.                | Piet Hoeben       | 1    |
| 4.                | Henk van Ingen    | 1    |
| 4.                | Fred Jaski        | 1    |
| 4.                | Chris Lefering    | 1    |
| 4.                | Gerrit Peijs      | 1    |
| 4.                | Cees van Slooten  | 1    |
| Onbekend doelpunt |                   |      |
| –                 | Onbekend          | 1    |
| Totaal            | Totaal            | 23   |

| #      | Naam            | Goal |
| ------ | --------------- | ---- |
| 1.     | Piet Hoeben     | 2    |
| 1.     | Beer Wentink    | 2    |
| 3.     | Dries Boszhard  | 1    |
| 3.     | Wietze Couperus | 1    |
| Totaal | Totaal          | 6    |

## Voetnoten
ADO ·
Ajax ·
AZ '67 ·
DOS ·
DWS ·
Feijenoord ·
Go Ahead ·
Haarlem ·
Holland Sport ·
GVAV ·
MVV ·
NAC ·
N.E.C. ·
PSV ·
Sparta ·
SVV ·
Telstar ·
FC Twente '65